# Klášter Sinaia
Klášter Sinaia je klášter v horském údolí řeky Prahova (Rumunsko), který v roce 1695 založil princ Mihail Cantacuzino. Klášter je pojmenován podle biblické hory Sinaj, na jejímž úpatí se nachází jeho vzor, Klášter svaté Kateřiny. V roce 2005 obývalo klášter třináct pravoslavných mnichů.
Klášter je situován v horském údolí, kterým dnes prochází hlavní železniční trať spojující Brašov a Bukurešť. Klášter dal své jméno i blízké osadě, která se postupně rozrostla ve stejnojmenné město.
Klášter se skládá ze dvou traktů se dvěma dvory a jedno- až dvoupatrovými budovami. Uprostřed obou nádvoří stojí kostel v byzantském slohu. Starší z nich – „Biserica Veche“ (starý kostel) stojí na základech z roku 1695, zatímco mladší „Biserica Mare“ (velký kostel) byl založen z roku 1846.

## Historie

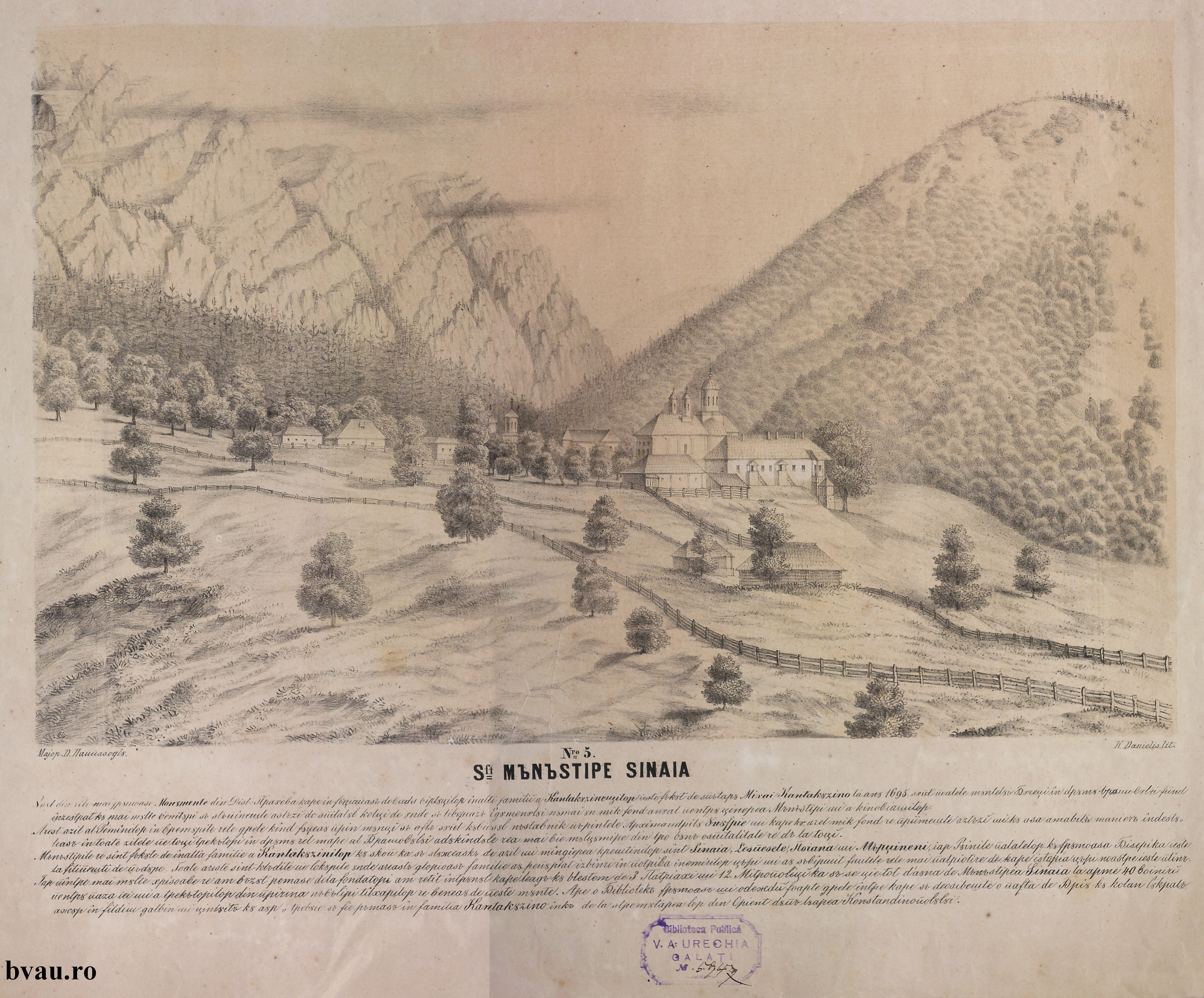
Karl Danielis: Klášter v roce 1860

Na místě kláštera stávaly od 15. století dvě dřevěné poustevny. První křídlo kláštera založil princ (Spătarul) Mihail Cantacuzino po návratu ze své pouti na horu Sinaj a do Jeruzaléma. Výstavba kamenné budovy a hradebního valu trvala od roku 1690 do roku 1695. Klášter sloužil zároveň jako pevnost na cestě mezi Brašovem a Bukureští. Podle původních plánů mělo klášter obývat 12 mnichů podle dvanácti apoštolů, kteří sem přišli roku 1695 pod vedením prvního igumena. V první třetině 18. století jejich počet vzrostl. Během první Rusko-turecké války (1735–1739) mniši klášter opustili, předtím cenné chrámové artefakty a klenoty ukryli do zvonu a zakopali do země. Během války Turci porazili posádku ukrývající se za zdmi kláštera, klášter vypálili a na dvou místech prorazili hradby. Kolem roku 1860 Sinaiu tvořil klášter a klášterní vesnice s několika domky jeho hospodářství. V roce 1864 byly klášterní budovy předány Výboru pro civilní nemocnice (Eforia Spitalelor Civile), který zde přistavěl nemocniční budovy, několik lázní a zavedl komerční využívání zdejších minerálních pramenů.

## Obnova
K první rekonstrukci došlo již v 18. století po rusko-turecké válce. Král Karel I. si nedaleko kláštera v letech 1883–1914 zbudoval letní rezidenci Zámek Peleș i s vlastní vodní elektrárnou a dal elektrické vedení zavést i do Velkého kostela, který se tak stal prvním elektricky osvětleným kostelem v Rumunsku. V roce 1948 přešel klášter pod správu bukurešťské arcidiecéze. Rumunský patriarcha dal v letech 1951–1957 budovy obnovit a zároveň zavést do celého kláštera vodu, elektřinu a plyn. V letech 2005–2010 byl klášter a Velký kostel restaurován.

## Starý kostel
Starý kostel je trojlodní bazilika na půdorysu kříže s kupolí nad křížením a dvěma věžemi v průčelí nad předsíní. Byl založen v roce 1695, poškozen při první Rusko-turecké válce ai později. Původní malby pocházejí od Pârvu Mutu, poprvé byly restaurovány v roce 1795, podruhé v letech 2006–2010.

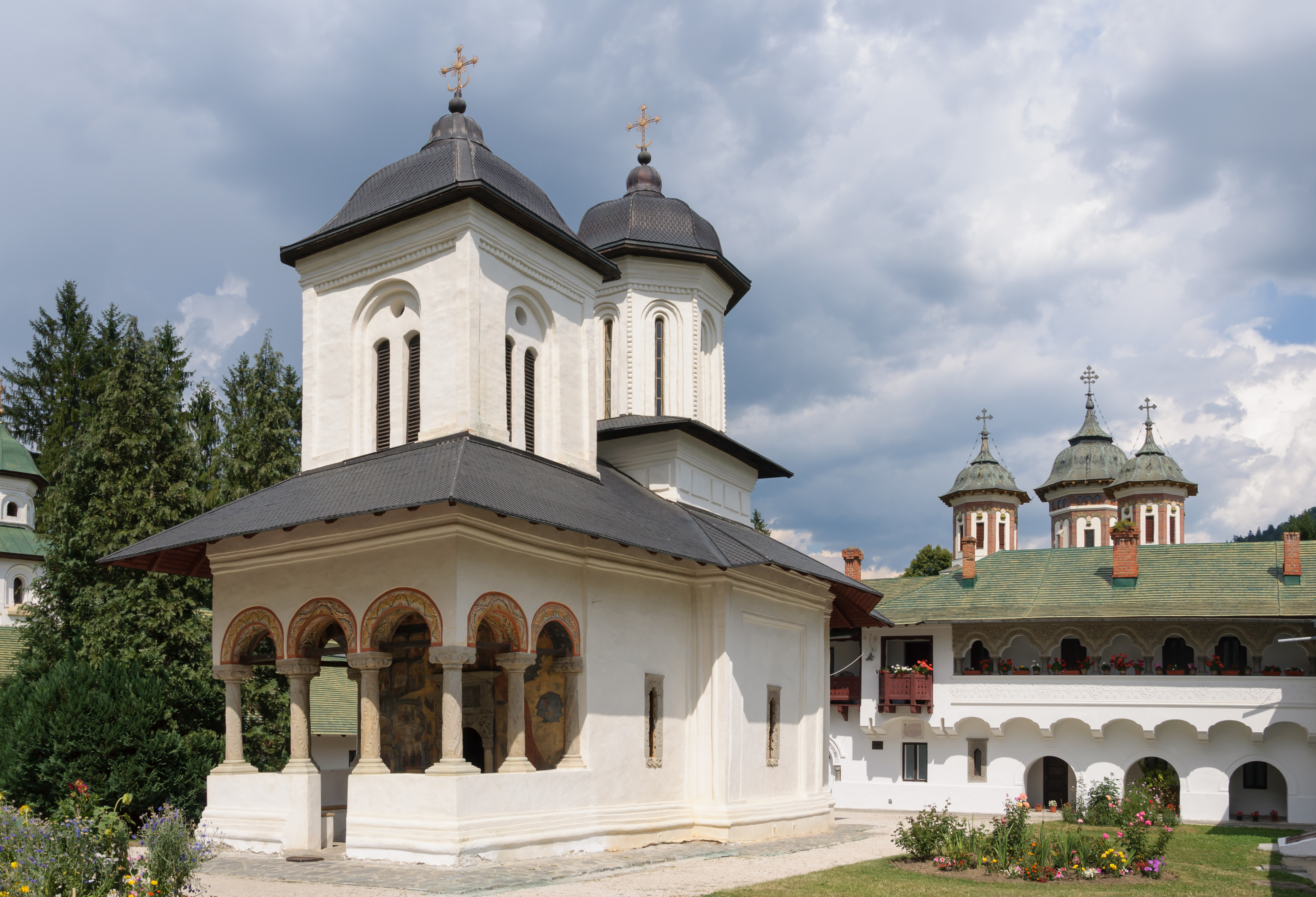
Starý kostel
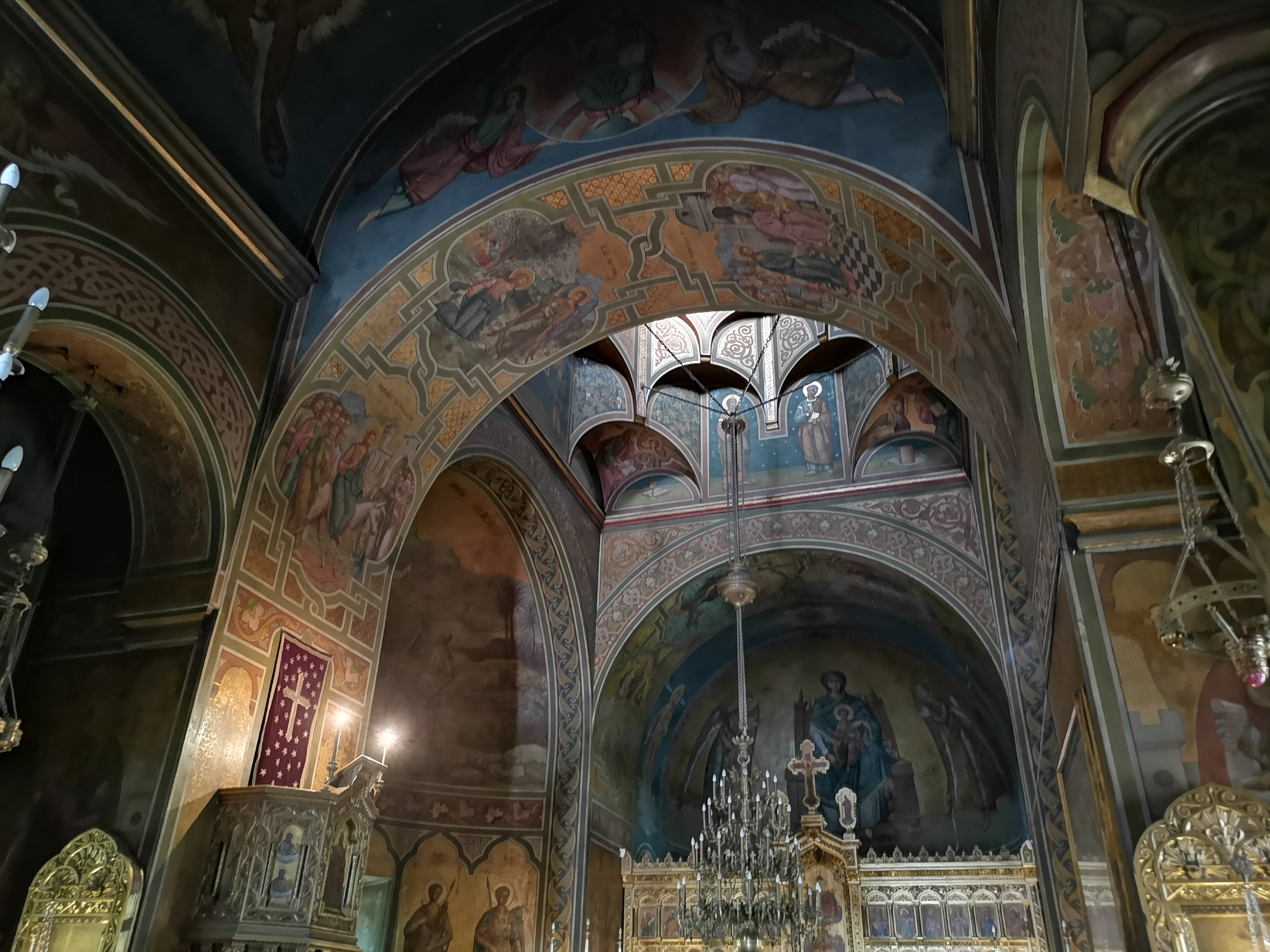
Fresky v presbytáři
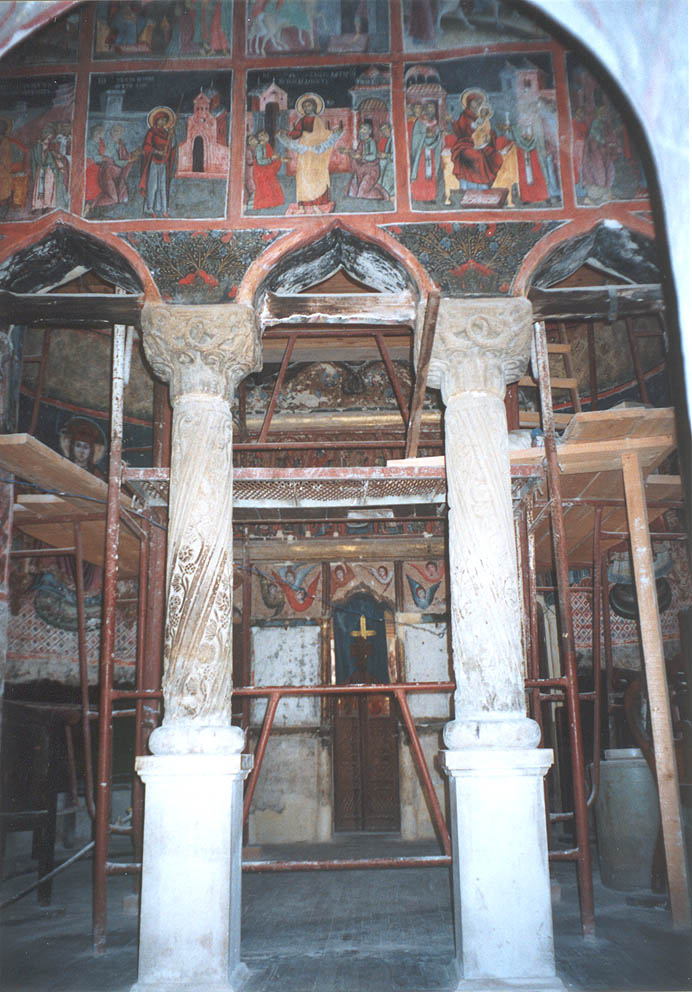
Fresky na stěnách
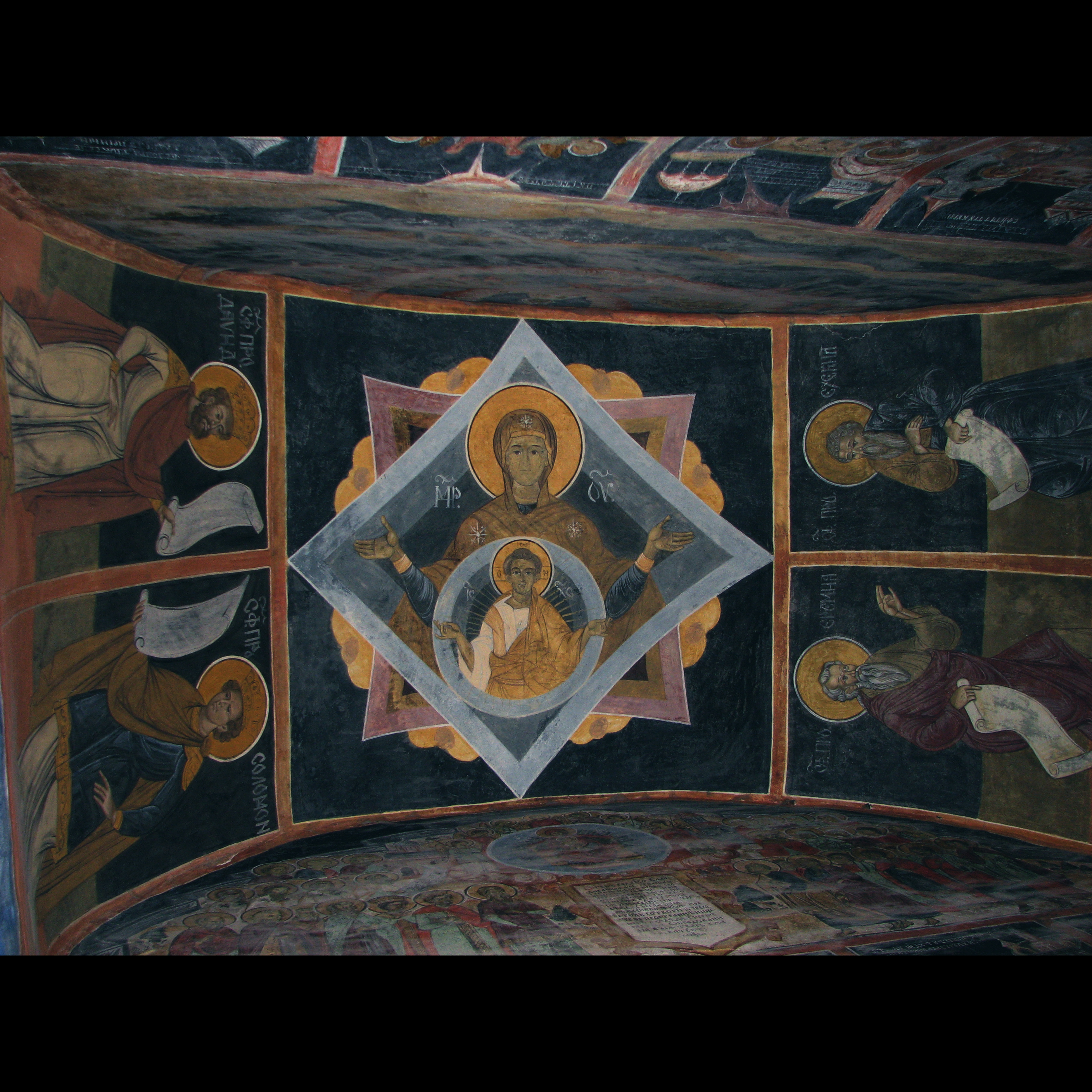
Freska na klenbě: Bohorodička mezi čtyřmi evangelisty

## Velký kostel
Velký kostel, tj. chrám Nejsvětější Trojice byl vybudován v letech 1842–1846 pod vedením igumena Ioasafa. Stavba byla financována klášterem. Igumen Paisie s výborem pro civilní nemocnice již v letech 1897–1903 dali kostel zčásti přestavět a rozšířit do dnešní podoby. Autorem projektu přestavby byl architekt George Mandrea. Kombinoval přitom moldavský styl se silnými zdmi s valašským brâncovenesckým stylem. Zelený pás z glazovaných keramických dlaždic na fasádě kostela je na třech místech přerušen. Tvrdí se, že je to symbol jednoty Nejsvětější Trojice a zároveň jednoty tří rumunských království.

### Hroby
V kamenné tumbě jsou pohřbeni
- rumunský historik Georghe Ionescu-Gion (1857–1904), který zemřel v exilu v New Yorku.
- rumunský politik a diplomat Take Ionescu (1858–1922), který byl v letech 1920–1921 půl roku ministrem zahraničí a na přelomu let 1921–1922 až do své smrti čtyři týdny premiérem Rumunska. Zemřel v Římě.

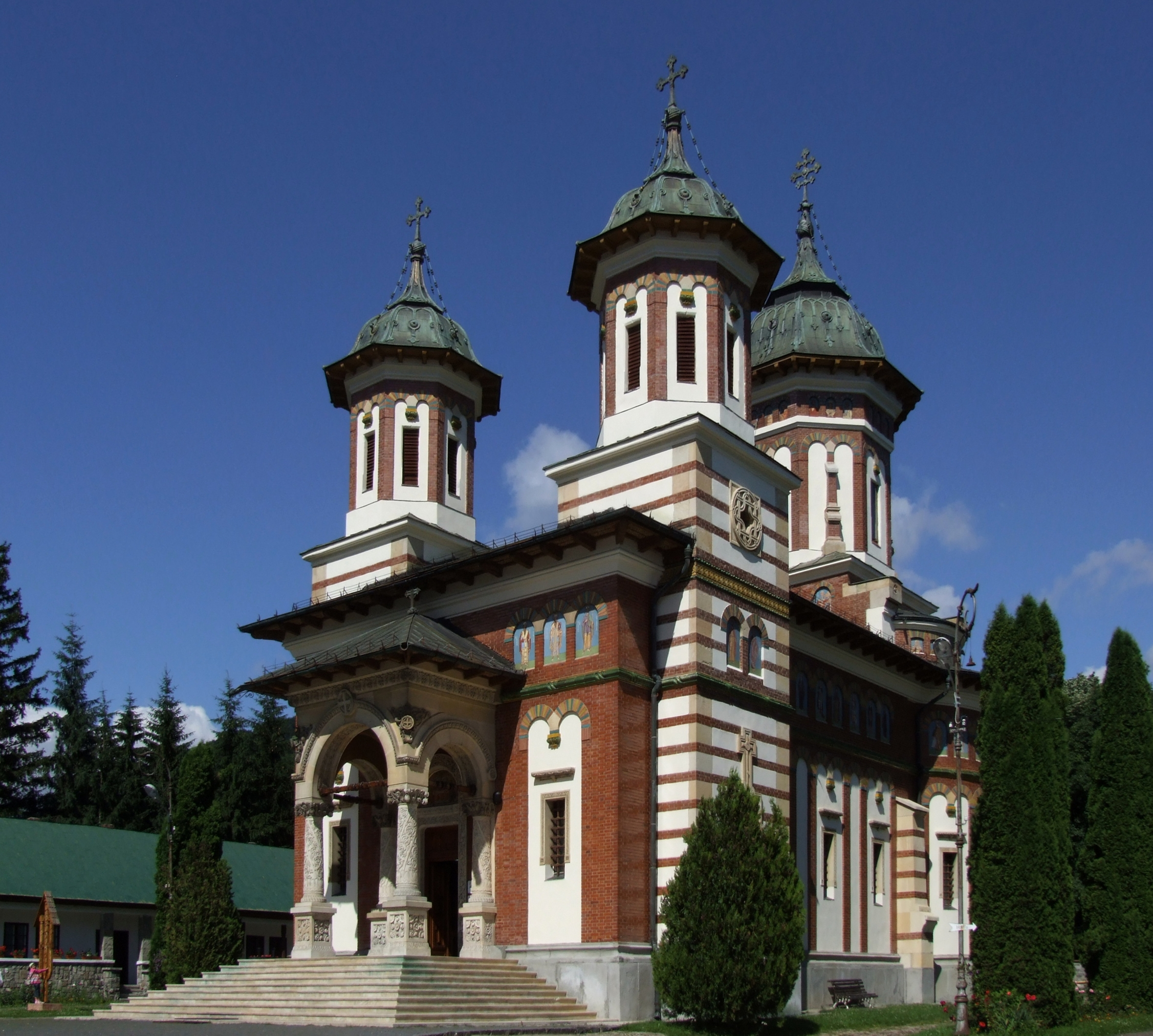
Velký kostel
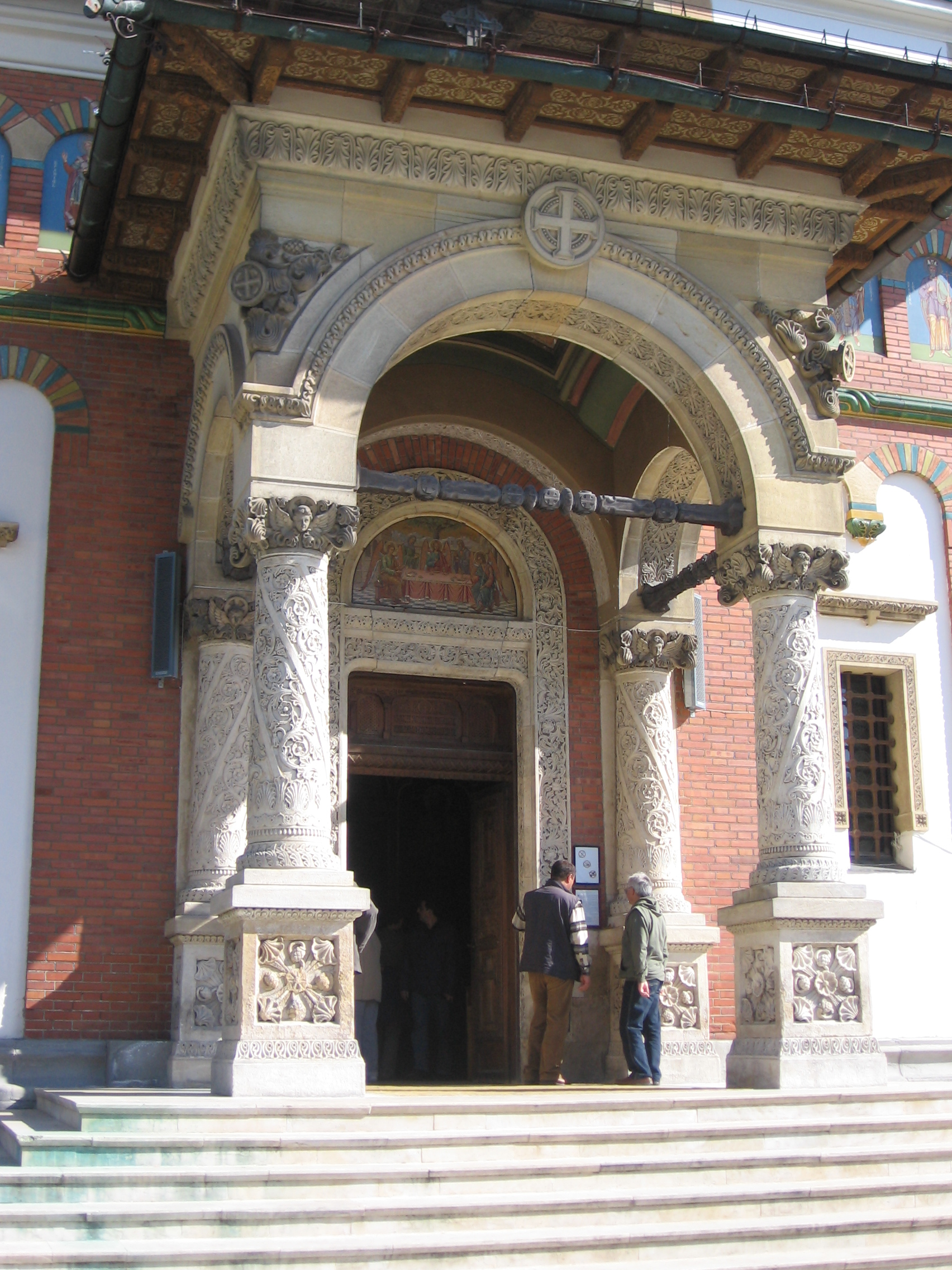
Portikus Velkého kostela
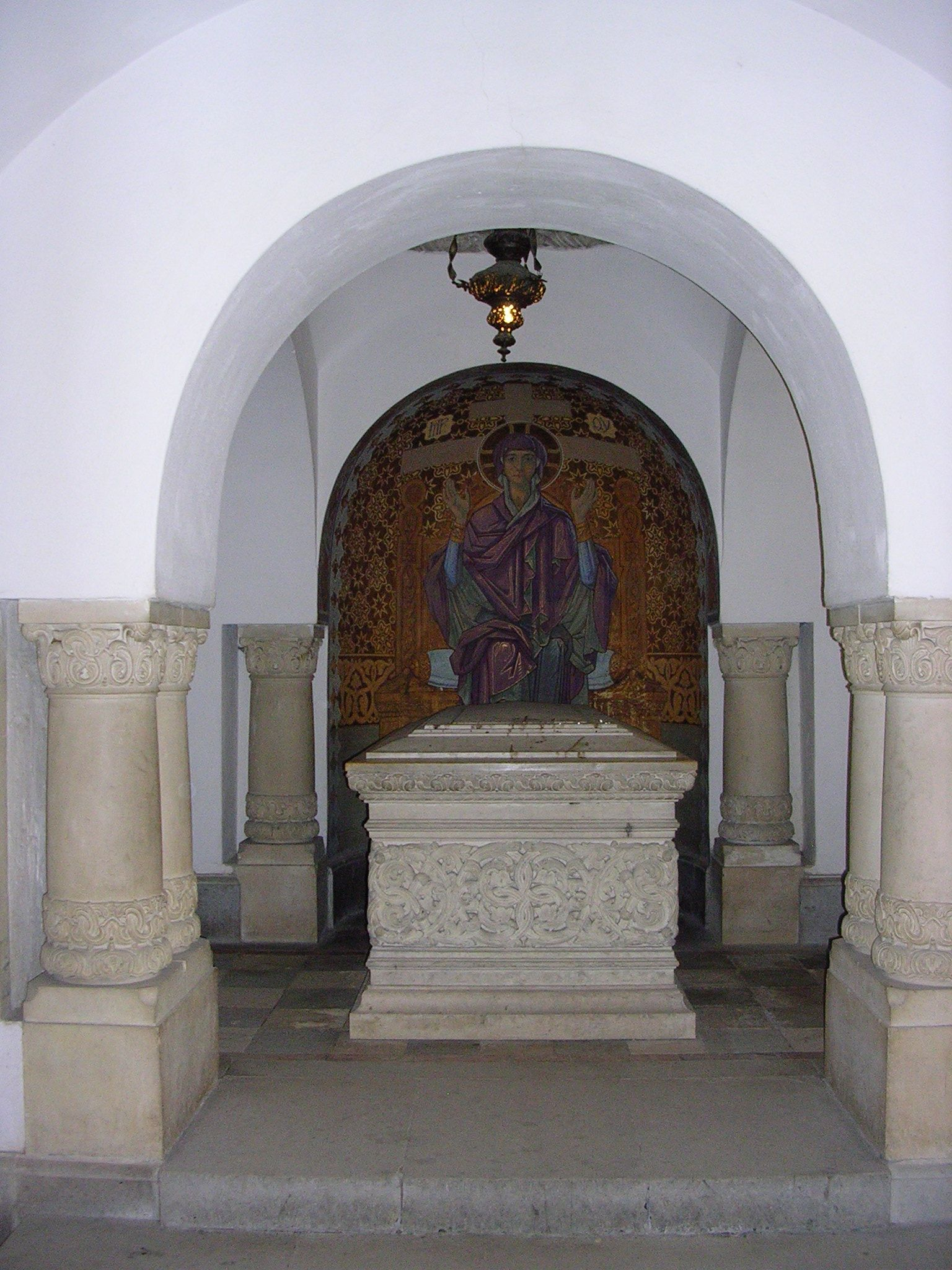
Náhrobní tumba Georgha Ionescu-Giona

### Mozaiky
Obrazy jsou v předsíni (nartexu) kostela a byly provedeny technikou pestrobarevné skleněné mozaiky s využitím zlaté fólie, typickou pro novobyzantský sloh. Obrazy vytvořil dánský malíř Aage Exner. Pět velkých portrétů zachycuje představitele rumunské církve a státu:
- Iosif Gheorghian mitropolit primat – metropolita, který v roce 1903 kostel vysvětil
- Král Karel I. (1866–1914) v důstojnické uniformě s rukou na kamenném sloupu, z něhož kus odpadá – symbol tehdy ztracených rumunských území: Bukoviny, Sedmihradska a Besarábie
- Alžběta zu Wied, manželka Karla I. známá pod pseudonymem Carmen Sylva
- Princezna Maria – jejich jediné dítě, zemřela ve věku 4 let
- Mihail Cantacuzino – imaginární portrét stavitele starého kostela

### Nábytek
Chrámový nábytek z javorového a dubového dřeva zhotovila Constantin Babić a jeho žáci na Bukurešťské umělecké škole (Scoala de Arte si Meserii). Trůny krále Karla I. a jeho manželky, královny Alžběty z Wiedu jsou pozlacené. Královský trůn nese královský erb a nápis Nihil sine Deo (Nic bez Boha). Královnin trůn má vyřezané iniciály E.D.

## Muzeum
Při příležitosti 200. výročí starého kostela v roce 1895 bylo otevřeno klášterní muzeum. Budovu v letech 1893–1895 dal postavit rumunský král Karel I. a stavěl ji (stejně jako nedaleký královský zámek Peleş) český architekt Karel Liman. Jde o nejstarší stálou expozici církevních předmětů v Rumunsku.

### Knihovna
Klášter od svého založení vlastní knihovnu, která je nyní součástí muzea. Uchovává mimo jiné vzácné staré tisky z někdejšího daru Cantacuzinovy rodiny, například nejstarší rumunský překlad Bible z roku 1668.

### Umělecké sbírky
- Ikony: ruskou ikonu sv. Sergeje a ikonu sv. Mikuláše daroval car Mikuláš II. Alexandrovič igumenovi Nifonu Arhimandritulovi roku 1903 ke křtu prince Mikuláše Rumunského (Nicolae), syna krále Ferdinanda I. Rumunského (1914–1927). Rumunské ikony maloval zdejší významný ikonopisec Pârvu Mutu počátkem 18. století. Další ikony byly přivezeny ze syrského Aleppa.
- Oltářní kříž ze stříbrného filigránu, v němž je vložen poutní dřevěný křížek z řeckého kláštera na hoře Athos, pochází ze 17. století.
- Epitafion – pohřební pokrývka, figurální výšivka hedvábím a zlatými nitěmi na bavlněném plátně; v letech 1897–1900 ji zhotovila vyšívačka Anna Roth.
- Liturgické nádobí a náčiní.

## Zvonice
Za působení igumena Nifona Popescu (1888–1909) byla přistavěna zvonice. Byla dokončena roku 1892. Zvon váží 1700 kg a pochází z věže Colțea z Bukurešti.

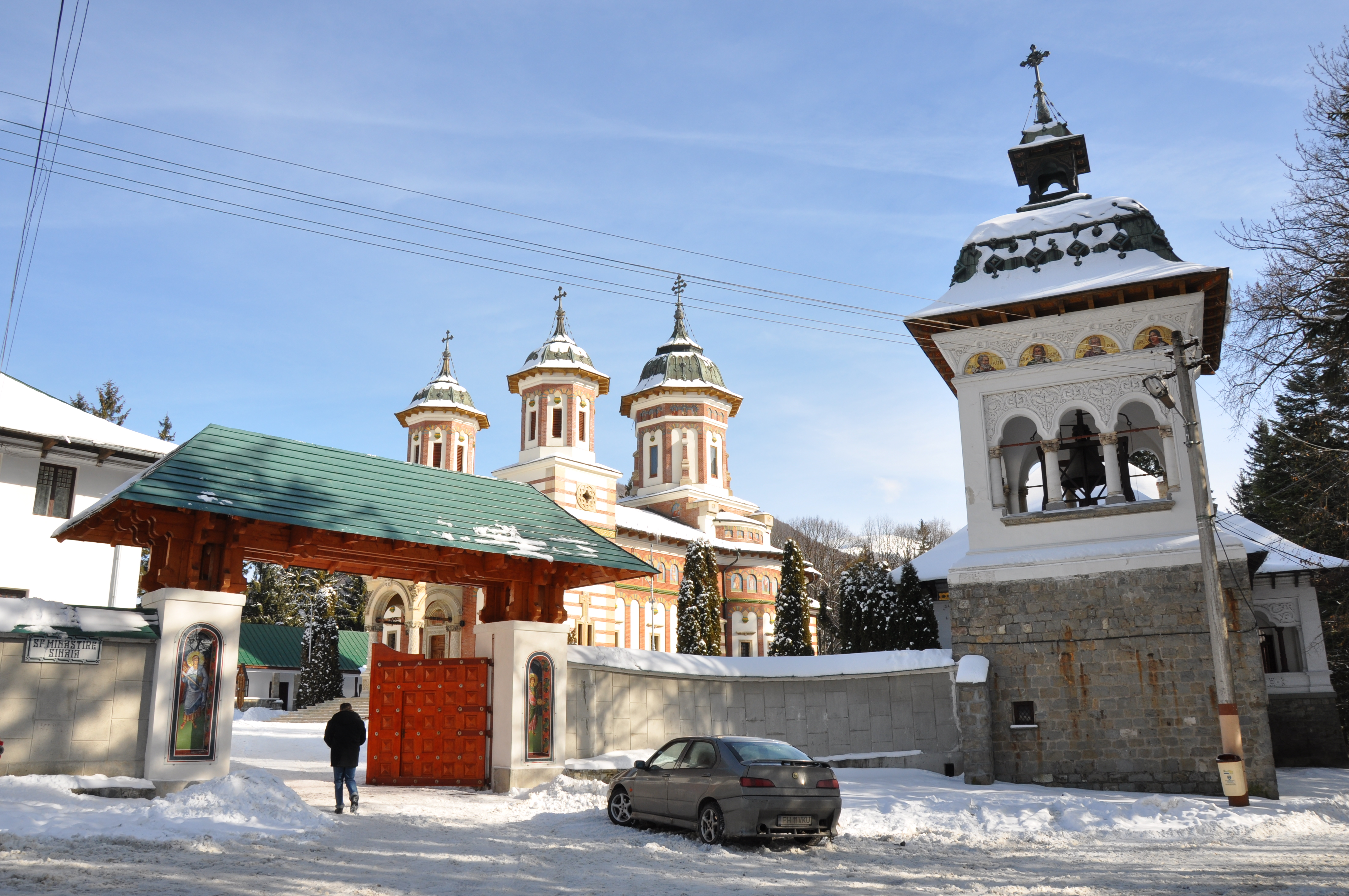
Vstupní brána a zvonice kláštera
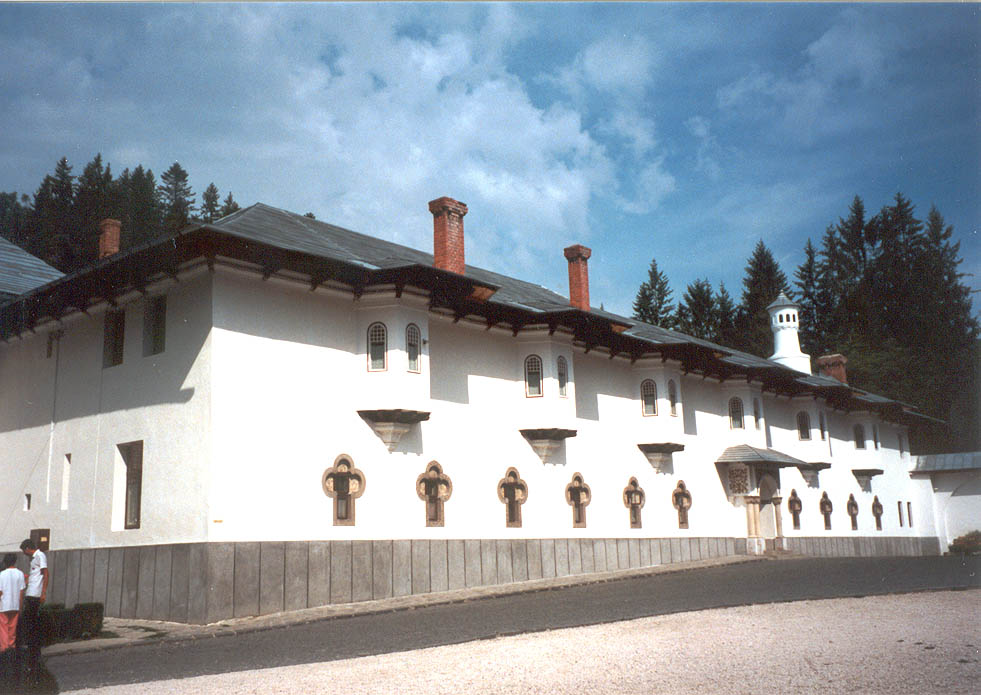
Klášterní budova
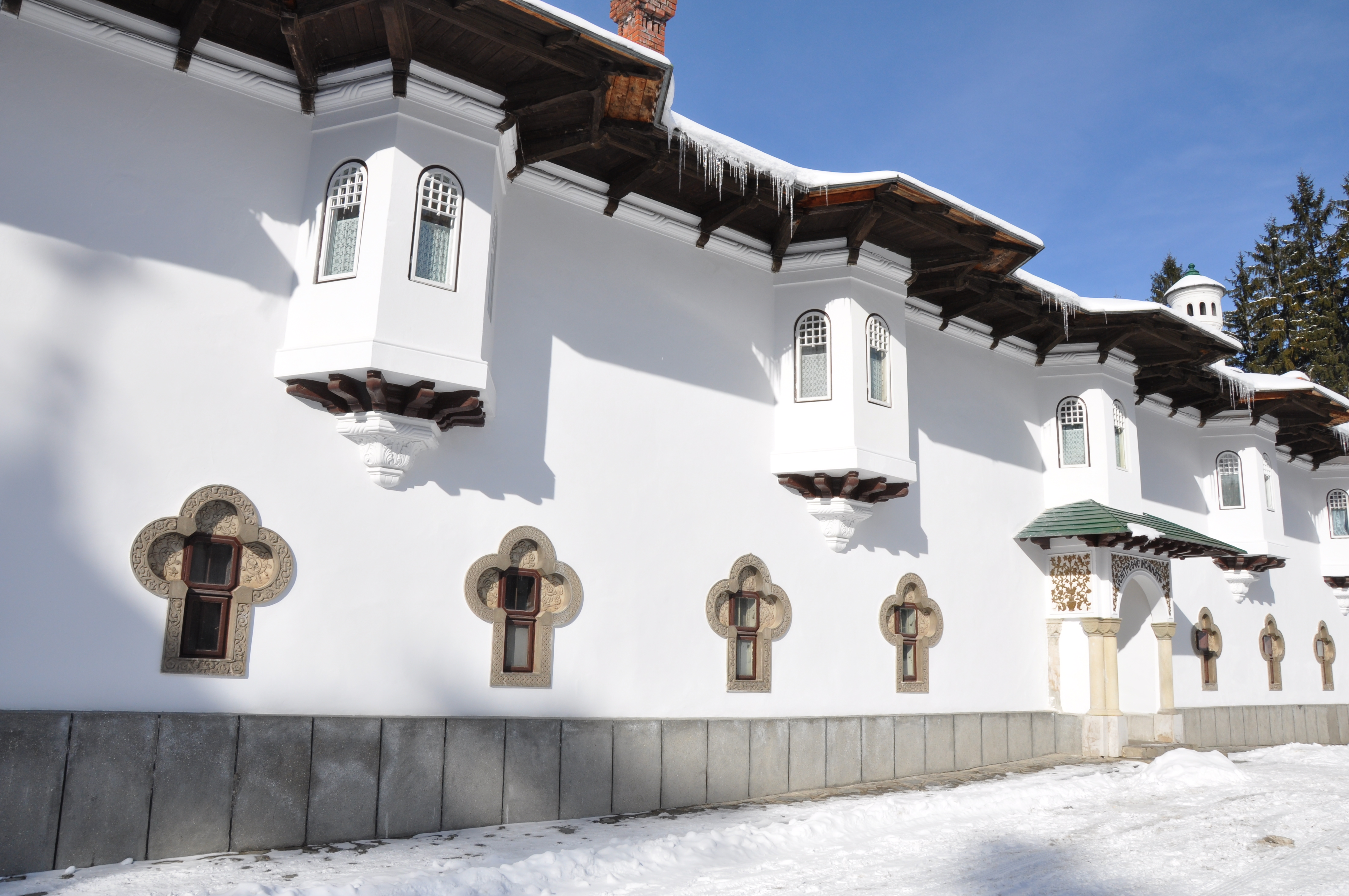
Obytné křídlo
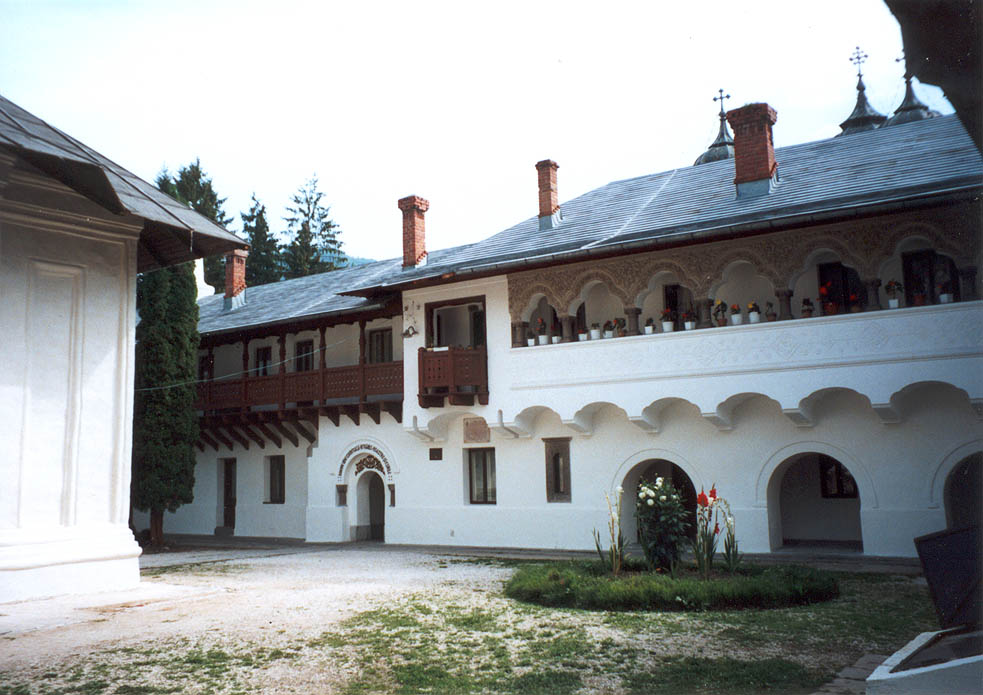
Nádvoří se starým kostelem
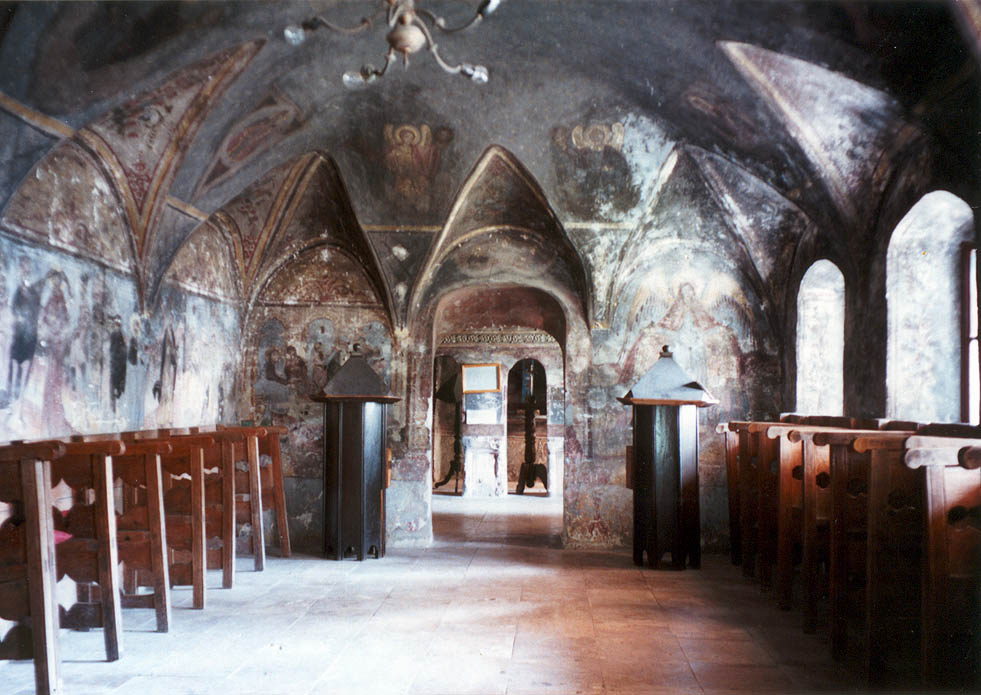
Refektář